# José Sáinz Nothnagel
José Sáinz Nothnagel (Meruelo, 3 de agosto de 1907-Dallas, 26 de junio de 1984) fue un político español, miembro del partido Falange Española y una figura destacada durante los primeros días de la Guerra Civil Española.

## Biografía
Nació en Santa María de Meruelo, cerca de Santander. Hijo de madre alemana, vivió en Nueva York de 1912 a 1922, regresando a España cuando su padre enfermó de encefalitis, y luego se licenció en Ingeniería Eléctrica en Alemania con Siemens.
En 1932, mientras trabajaba como Director de la Oficina de Turismo de Toledo, se convirtió en uno de los miembros fundadores de la Falange Española junto a José Antonio Primo de Rivera. Fue nombrado miembro del primer Consejo Nacional en octubre de 1934 y de la Junta Política en octubre de 1935. En el período previo a la guerra, fue una figura central en la organización de la cooperación entre la Falange y el ejército y sugirió que un golpe propuesto debería comenzar en Toledo, donde era jefe provincial. Sáinz fue detenido por sus conspiraciones, sobre todo el 28 de mayo de 1936 cuando él y Sancho Dávila y Fernández de Celis fueron detenidos en la casa de José Antonio Primo de Rivera. Fue detenido nuevamente el 5 de junio cuando fue descubierto en la prisión de Alcañiz, transmitiendo las órdenes del general Emilio Mola de que se aplazara el golpe.
Tras la ejecución de José Antonio al comienzo de la guerra, se sugirió a Sáinz como posible sucesor, pero en cambio se convirtió en miembro del Segundo Consejo Nacional y se declaró a favor del sucesor designado Manuel Hedilla. En efecto, en una reunión de la junta de mando celebrada el 14 de abril de 1937 sólo Sáinz y Francisco Bravo votaron por Hedilla como líder. Su participación en la "trágica comedia de errores" está bien documentada cuando envió un telegrama a los comandantes de campo en el que decía "solo obedecer las órdenes a través del mando jerárquico", lo que fue ampliamente interpretado. Durante gran parte del primer año fue el miembro original de más alto rango y único restante de la Falange.
En junio de 1937 fue detenido brevemente por las fuerzas franquistas como partidario de Hedilla que, por entonces, había sido encarcelado por negarse a cooperar con el nuevo movimiento. Para evitar la política, Sainz se convirtió en un organizador del campo de batalla. Sufrió heridas de guerra por cuarta vez el 4 de septiembre de 1936, en Talavera de la Reina, resultando en la amputación de un dedo. Sáinz participó en numerosas campañas en territorio nacionalista organizando tropas y jugó un papel decisivo en la reconquista de Toledo y el Alcázar de Toledo de manos de las fuerzas republicanas el 27 de septiembre de 1936, tras un asedio de 63 días.
En diciembre de 1936 Sainz encabezó una delegación enviada a Berlín para estudiar la organización de Alemania. Durante gran parte del resto de la guerra, organizó hombres y materiales, supervisó la construcción de instalaciones y organizó el socorro para los territorios recuperados. Esto también le permitió la oportunidad de visitar a su madre y abuela.
Después del final de la guerra, Sáinz trabajo bajo los auspicios del Ministerio del Interior, dirigido por Ramón Serrano Suñer, supervisando la construcción de instalaciones y políticas. En 1944, Sainz dejó el servicio gubernamental para emprender empresas privadas, incluida la concesión de botes de remos en el Parque del Retiro en Madrid y una granja avícola.
En 1948 se descubrió en su finca cántabra un alijo de 30 pistolas enterradas, capturadas durante la guerra, una de las cuales fue utilizada en un robo, y el gobierno emitió una orden judicial por sedición. Fue detenido por el gobierno franquista de la posguerra.
En 1948 se mudó a México para ocupar el cargo de Gerente General de Aerovías Guest hasta que fue absorbida por su competidor Aeromex. Su esposa se negó a seguirlo a México. En 1956 se volvió a casar y tuvo 3 hijos más. También fue socio en una agencia de viajes y estuvo brevemente empleado por Japan Airlines a principios de la década de 1960 en la Ciudad de México. En 1963 se mudó con su familia a Los Ángeles, California y fue empleado de Mexicana de Aviación. En 1981 se sometió a una cirugía a corazón abierto y se retiró en Dallas, Texas. Falleció en dicha ciudad el 26 de junio de 1984.

## Galería

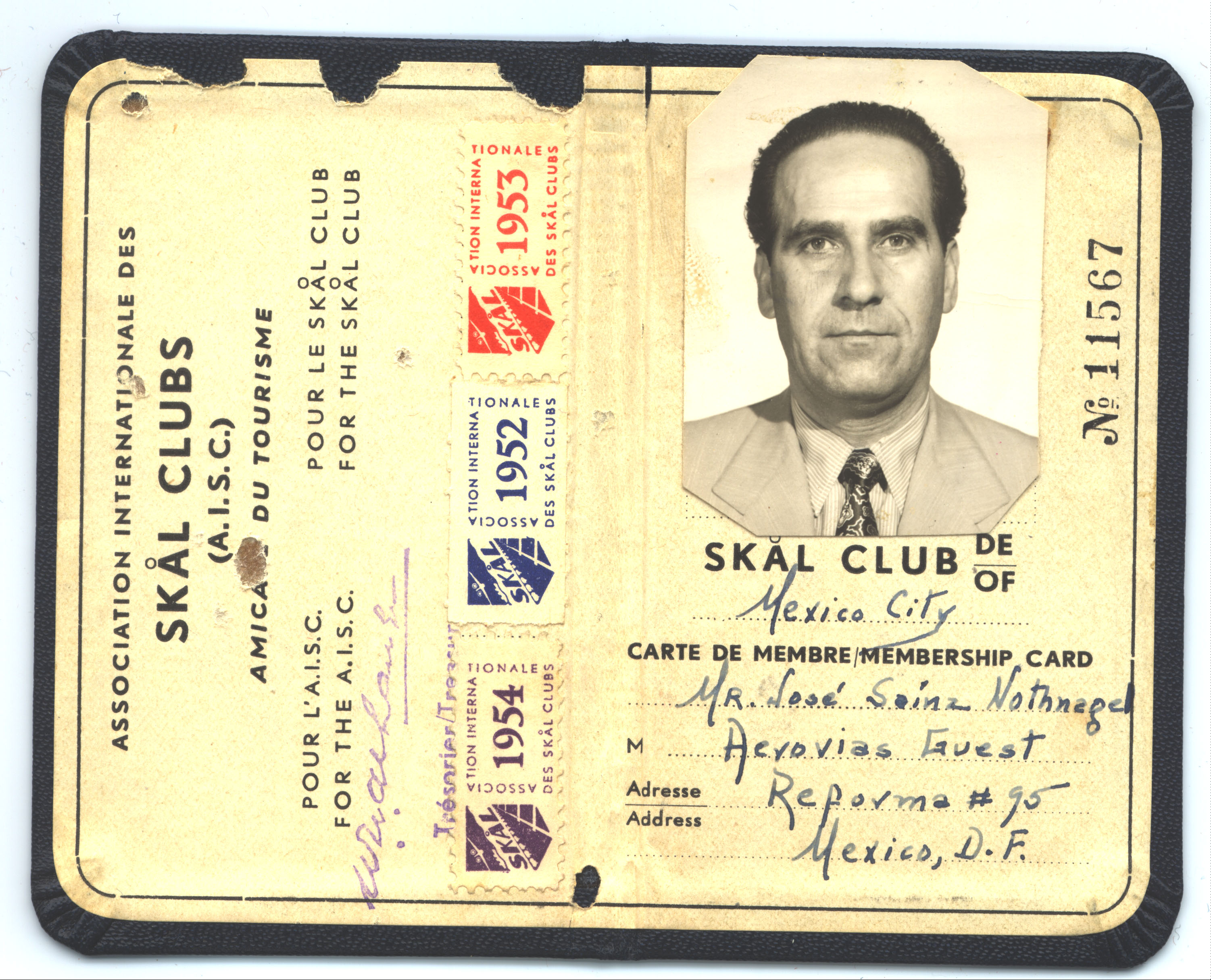
Carnet de socio del Skål Club de la Ciudad de México, 1952.
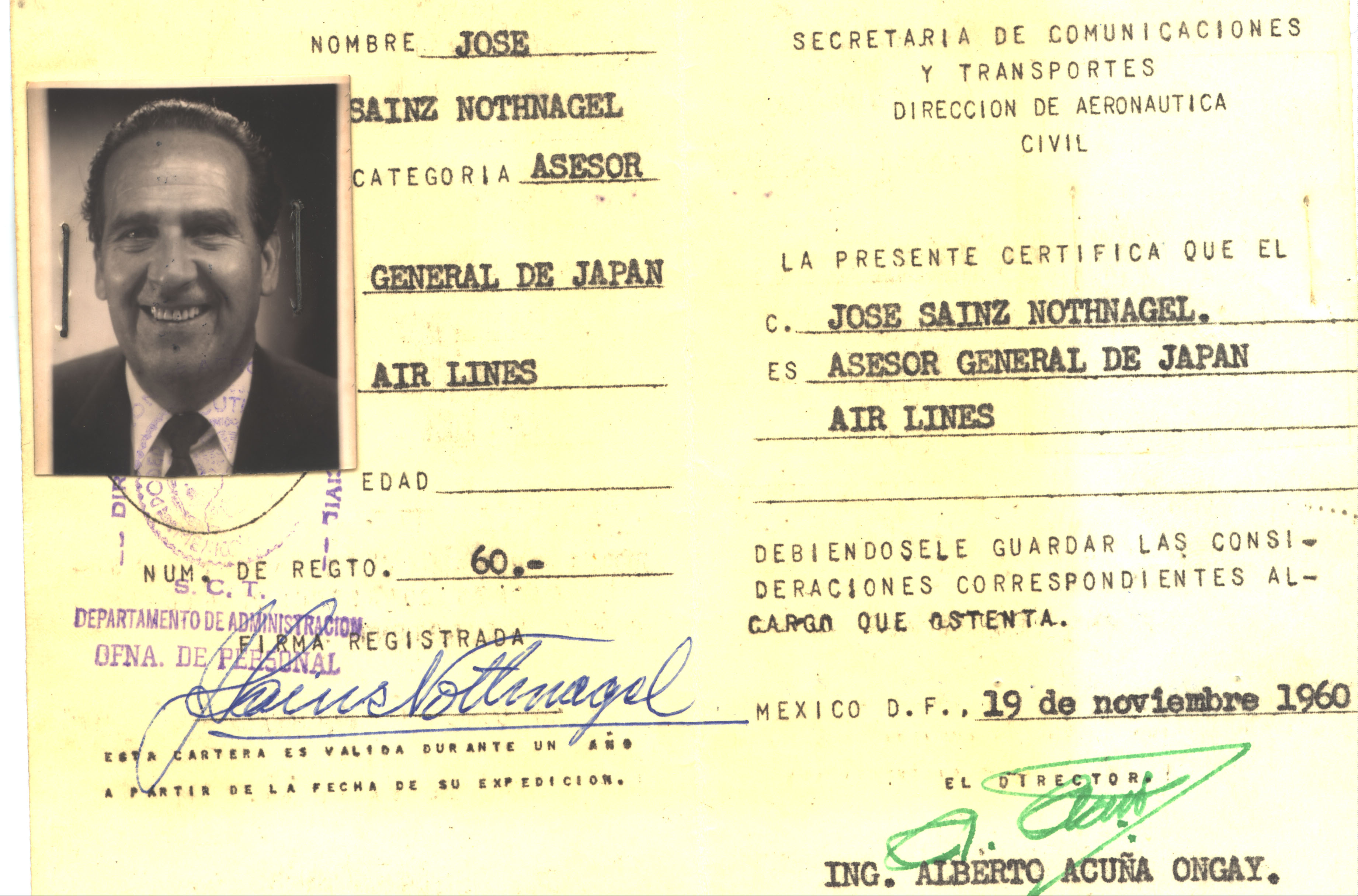
Tarjeta de Japan Air Lines, 1960.